# Ксинтарис, Василий Николаевич
Васи́лий Никола́евич Ксинта́рис (27 июня 1917 года, г. Таганрог, Ростовская область — 30 мая 2004 год, Москва) — советский государственный деятель. Занимал должности заместителя министра цветной металлургии СССР, первого заместителя председателя Госснаба СССР.

## Биография
Родился 27 июня 1917 года в городе Таганроге в семье греков-понтийцев.

## Образование
- Таганрогский планово-экономический техникум(1935 г.)
- Московский плановой институт Госплана СССР (1940 г.).

## Послужной список
В 1940 году приехал по распределению в Норильск, руководил группой планового отдела Управления Норильского горно-металлургического комбината.
- с декабря 1941 года - начальник планового отдела Дудинского морского порта.

- с 1947 года - руководитель управления Дудинского порта.

- с 1948 по 1957 годы руководил «Норильскснабом».

- с 1961 по 1962 годы - 1-й заместитель Председателя СНХ Красноярского экономического административного района

- с 1962 по 1963 годы - Председатель Совнархоза Красноярского экономического административного района

- с 1963 по 1965 годы - Председатель Совнархоза Восточно-Сибирского экономического района

- с 1965 по 1976 годы  - заместитель Министра цветной металлургии СССР

- с 1976 по 1986 годы - 1-й заместитель Председателя Государственного комитета СМ СССР - СССР по материально-техническому снабжению.

Избирался Депутатом Верховного Совета РСФСР VI и XI созывов.
С 1986 года персональный пенсионер союзного значения.
Умер в Москве 30 мая 2004 года.

## Награды
- Орден Ленина
- Орден Октябрьской Революции
- 3 Ордена Трудового Красного Знамени
- Орден Красной Звезды
- Нагрудный знак «Почетному полярнику»[1]
- медали

### Почетный гражданин Таймыра
Постановлением Администрации Таймырского автономного округа от 20 июня 2002 года за особые заслуги Василию Николаевичу Ксинтарису присвоено звание «Почетный гражданин Таймыра»
и почётный гражданин города Норильска 

## Память
27 июня 2007 года в городе Дудинке (ул. Советская, д. 43), на фасаде здания Управления Заполярного транспортного филиала ОАО ГМК «Норильский Никель» установлена мемориальная доска В. Н. Ксинтарису. Эскиз разработан Дудинским морским портом и обществом «Красноярское землячество».